# 후노촌
후노촌(布野村)은 히로시마현 북동부에 존재했던 촌으로, 후타미군에 속했다. 시정촌 시행으로 115년간 촌이 존속하고 있었지만, 2004년 4월 1일에 미요시시와 고누군 구누정, 후타미군의 전 6정촌이 합병(신설합병해 새로운 미요시시가 설치되었기 때문에 소멸하였다. 

## 역사
- 1889년 4월 1일 - 정촌제 시행에 의해 미요시군 후노촌이 성립하였다.
- 1898년 10월 1일 - 군 통합으로 후타미군 후노촌이 되었다.
- 2004년 4월 1일 - 미요시시와 고누군 고누정, 후타미군의 전정촌의 합병(신설합병)에 의해 신・미요시시가 성립함에 따라, 후노촌은 소멸하였다.

## 교통

### 도로
- 국도 제54호선
- 국도 제184호선